# 海宁 (丹麦)
海宁是位於丹麦日德兰半岛中日德兰大区的一个城市。该市为海宁市鎮的行政中心。 海宁市总人口46,873 (2012年1月1日)，为丹麦第11大城市。海宁市总面积1,323.5平方公里。